# فرودگاه نورث رونالدسی
فرودگاه نورث رونالدسی (به انگلیسی: North Ronaldsay Airport) یک فرودگاه همگانی با کد یاتا NRL است . این فرودگاه در کشور اسکاتلند قرار دارد و در ارتفاع ۱۷ متری از سطح دریا واقع شده‌است.

## شرکت‌های هواپیمایی و مقصدهای پروازی
| شرکت‌های هواپیمایی | مقصدهای پروازی           |
| ----------------- | ------------------------ |
| Loganair          | اروز، کرکوال، پاپا وست‌ری |